# Tyrannomyrmex
Tyrannomyrmex is een geslacht van mieren uit de onderfamilie van de Myrmicinae (Knoopmieren).

## Soorten
- T. alii Sadasivan & Kripakaran, 2017
- T. dux Borowiec, 2007
- T. legatus Alpert, 2011
- T. rex Fernández, 2003